# New Providence (Nova Jérsei)
New Providence é um distrito localizado no estado americano de Nova Jérsei, no Condado de Union.

## Demografia
Segundo o censo americano de 2000, a sua população era de 11.907 habitantes.
Em 2006, foi estimada uma população de 11.915, um aumento de 8 (0.1%).

## Geografia
De acordo com o United States Census Bureau tem uma área de
9,5 km², dos quais 9,5 km² cobertos por terra e 0,0 km² cobertos por água.

## Localidades na vizinhança
O diagrama seguinte representa as localidades num raio de 8 km ao redor de New Providence.